# Little Gibson Lake
Little Gibson Lake är en sjö i Kanada.   Den ligger i Cochrane District och provinsen Ontario, i den sydöstra delen av landet, 500 km nordväst om huvudstaden Ottawa. Little Gibson Lake ligger 297 meter över havet.
I omgivningarna runt Little Gibson Lake växer i huvudsak blandskog. Trakten runt Little Gibson Lake är nära nog obefolkad, med mindre än två invånare per kvadratkilometer.